# Thulehuset, Göteborg

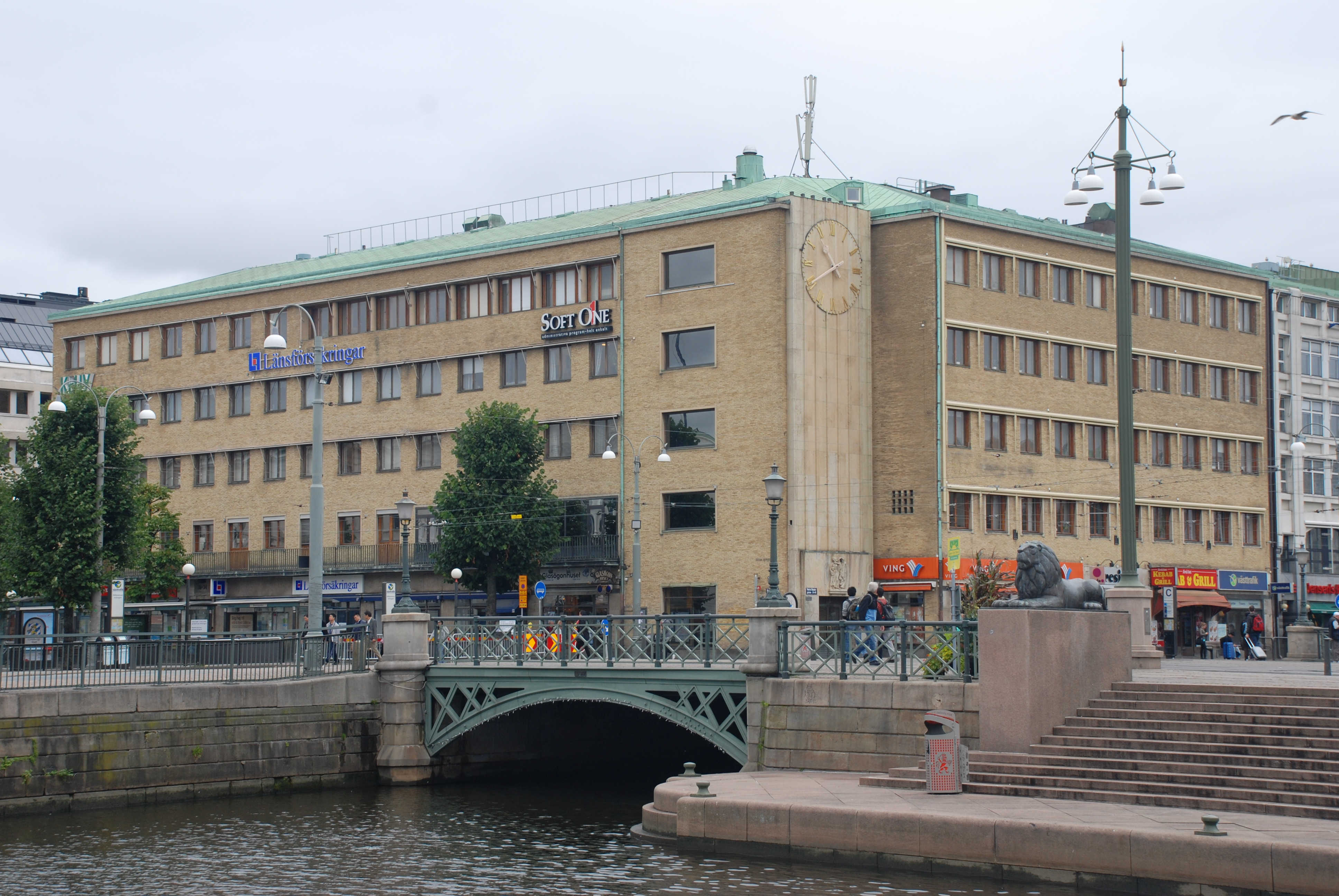
Thulehuset sett från Södra Hamngatan. (Jämför bilden till vänster på Mühlenbockska huset.)

Thulehuset är en byggnad vid hörnet av Norra Hamngatan 18 och Östra Hamngatan 30-34 i stadsdelen Nordstaden i Göteborg.

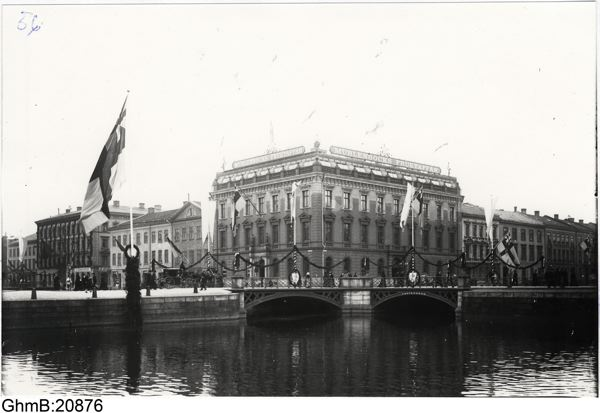
Mühlenbockska huset vid Östra Hamnkanalen.

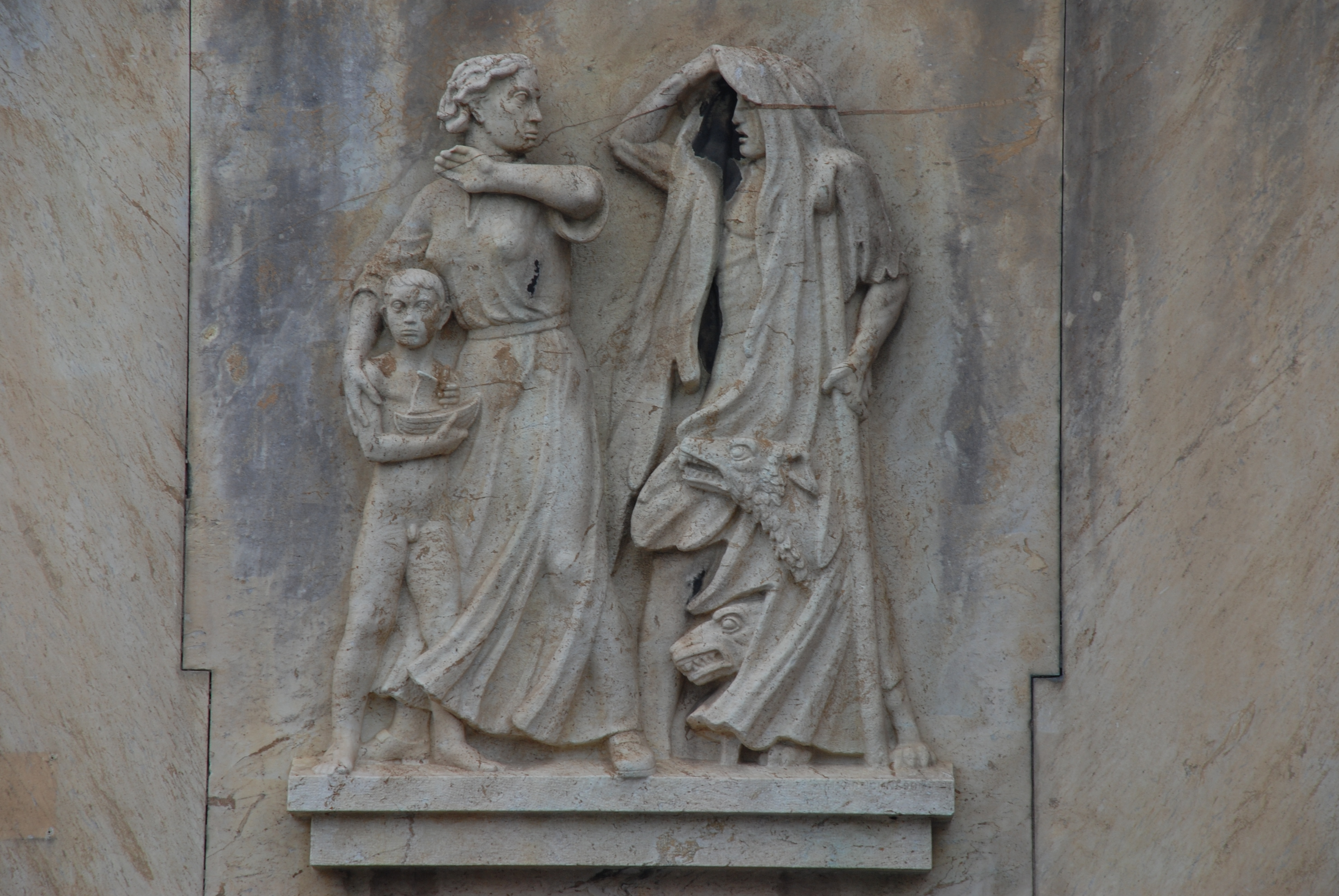
Sandstensreliefen över huvudentrén mot Norra Hamngatan.

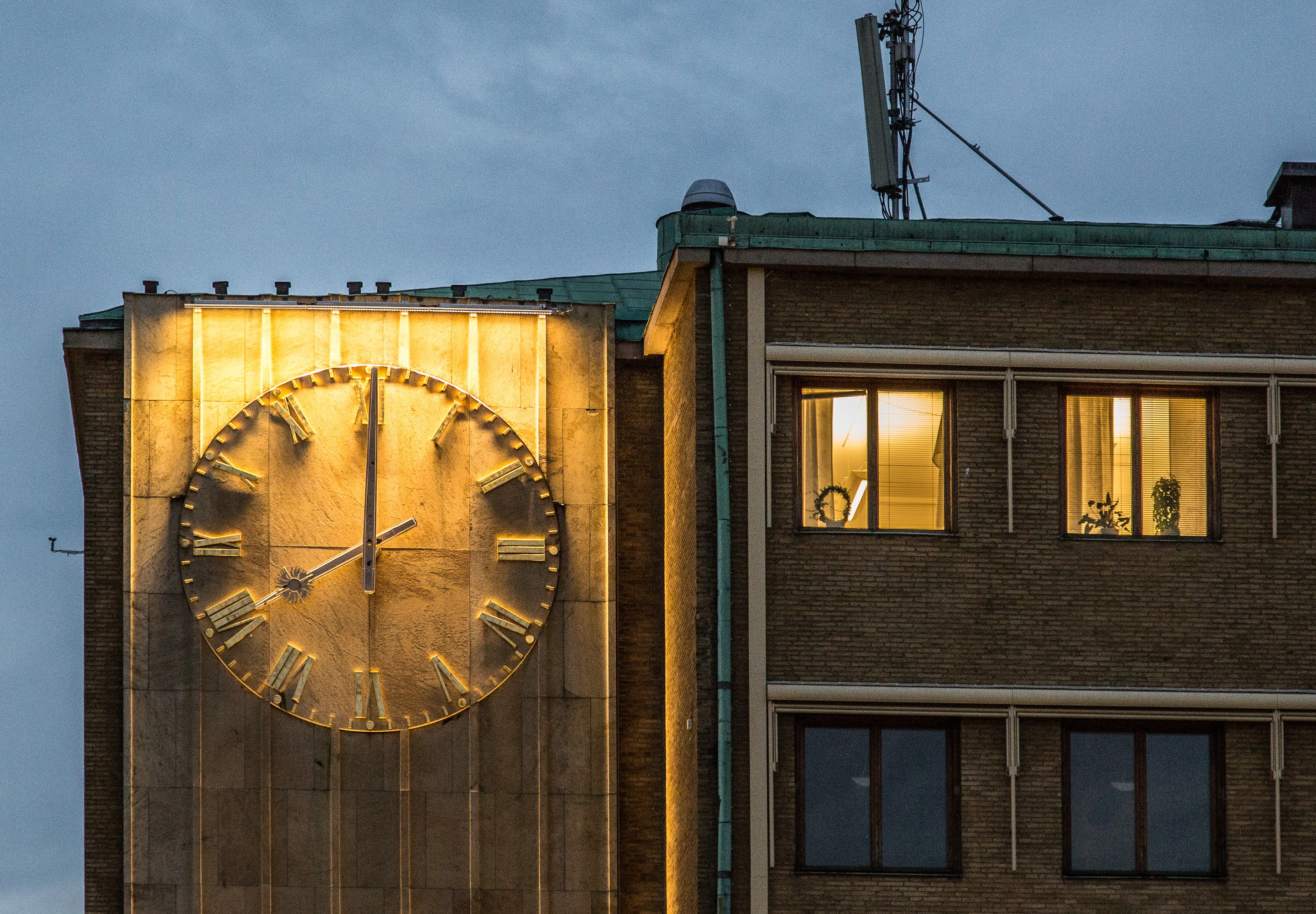
Thulehusets klocka.

Fastighetsbeteckningen är Nordstaden 10:20, tidigare betecknad 10:e kvarteret Kronobageriet nr 20, och är ett femvåningshus med överbyggd gård som stod klart på våren 1937 efter ritningar av arkitekt Nils Einar Eriksson. Det var Lifförsäkrings AB Thule som uppförde huset, därav namnet. 

## Historik
Thulehuset ersatte bl.a. det gamla "Wilsonska palatset" - efter skeppsredaren och grosshandlaren John West Wilson - vilket uppfördes av grosshandlare Julius Lindström i romersk nyrenässansstil. Lindström hade 1857 köpt hörnfastigheten 5:e roten 62, ett stenhus i tre våningar som troligen uppförts under tidigt 1700-tal. 
1857 inköpte Lindström även grannfastigheten 6:e roten 15 som var bebyggd med ett uthus. Han lät riva båda husen och bygga ett palats efter ritningar av stockholmsarkitekten Johan Fredrik Åbom. Palatset invigdes med en stor supé den 13 december 1866.  
År 1877 sålde Julius Lindström huset till John West Wilson. Det "Lindströmska palatset" blev nu istället "Wilsonska palatset".
Efter att Wilson avlidit 1889 ropades huset in på auktion av den tyskfödde frukthandlaren Friedrich Mühlenbock. Övervåningen blev privatbostad och därunder fanns kontor och i bottenvåningen fruktaffären med lager. 1896-97 lät Mühlenbock bygga till en våning för att rymma lokaler för Göteborgs Kontoristförening. I samband med tillbyggnaden anlades drivbänkar för grönsaksodling på taket och två uppseendeväckande stora skyltar - "Mühlenbocks fruktaffär" – sattes upp på taket mot Gustaf Adolfs Torg respektive Brunnsparken.
Efter Mühlenbocks död 1905 såldes huset 1907 till handelsfirman Heyman & Co. ägt av familjen Heyman, som var ägare till 1934. Fastigheten avyttrades då till Lifförsäkrings AB Thule. I slutet av 1934 började rivningen av f.d. Heymanska huset och grannhuset Östra Hamngatan 32 som ägdes av brandförsäkringsbolaget Norrland som ingick i Thulegruppen. Thule hade under 1934 även inköpt Östra Hamngatan 30, som gränsade till Köpmansgatan.
Thulehuset började uppföras 1935 i en stramt funktionalistisk stil med Nils Einar Eriksson som arkitekt. Den första etappen av bygget var klar för inflyttning den 1 oktober 1936. Samma höst påbörjades bygget av den andra etappen fram mot Köpmansgatan. Byggnaden uppfördes av byggnadsfirman F O Peterson & Söner.
Taket konstruerades om 1946 och kläddes med koppar. En bostad i vindsvåningen inreddes samtidigt, vilken senare har kontoriserats. Flera mindre ändringar i butiksfasaderna gjordes under 1950-talet. Under 1960-talet inreddes kassavalv för Wermlandsbanken, som hade sina lokaler i huset. Gårdsfasaden plåtkläddes på 1970-talet. De första åren innehöll huset bland annat Wallins automobilfirma med en utställningshall mot Norra Hamngatan samt Vingabolagets Restaurang Tua, "en synnerligen smakfull och modernt inredd restaurang med förstklassig betjäning". Där blev senare Hunters Pub. Skandia försäkrings AB, Tidningarnas Telegrambyrå, resebyrån Nyman & Schultz, fanns här i slutet av 1980-talet.
Sandstensreliefen över huvudentrén är utförd av Ivar Johnsson. Vid avtäckningen rådde delade meningar om vad konstverket föreställde. En tolkning var att den högra figuren var en försäkringsagent med hundar, som modern i mitten försökte skydda sitt barn mot. Byggherren och andra menade att den högra figuren med vargar representerade de nedbrytande krafterna död och nöd. Mittfiguren var försäkringsväsendet, som värnade kommande släkten mot dessa krafter. Thulehusets klocka är monterad högst upp på Thulehusets fasad mot Brunnsparken. Klockan har romerska siffror samt förgyllda visare och invigdes 1937 tillsammans med byggnadskomplexet.